# Фрикція (сексологія)
Фрикція (від лат. frictio — «тертя») — зворотно-поступальний рух пеніса у вагіні під час статевого акту.
Фрикції становлять фрикційну стадію циклу від введення пеніса до еякуляції. Під час тертя пеніса об стінки вагіни (а також при оральному та анальному сексі), відбувається стимуляція генітальних ерогенних зон, наростання та накопичення нервового збудження, при досить високому рівні наступає еякуляція, і, зазвичай, оргазм. Фрикції можуть бути різними за частотою, амплітудою, інтенсивністю та ритмом.
Згідно з дослідженнями, середньою нормою є частота 60 фрикцій на хвилину. Загальна кількість фрикцій під час копулятивної стадії статевого акту статистично становить від 90 до 360 при тривалості 1,5-6 хвилин.

## Загальна кількість фрикцій
Загальна кількість фрикцій та тривалість статевого акту є індивідуальними особливостями кожного з партнерів та іноді можуть суттєво відрізнятись від середніх показників. На тривалість активного періоду статевого акту (копуляції) і кількість фрикцій впливає безліч фізичних і психологічних аспектів. Найбільш значущими є:
- вік;
- спосіб життя;
- спадковість;
- стан здоров'я;
- сексуальна конституція;
- харчування;
- екологія;
- ставлення до партнера/партнерки;
- участь партнера/партнерки;
- настрій партнерів;
- вплив факторів навколишнього оточення;
- частота сексуальних контактів;
- якість статевого акту;

## Погляди на призначення фрикцій
1. Для підготовки та включення рефлекторного «механізму» еякуляції.
2. Для підготовки та здійснення жіночого оргазму, сексуального насичення насамперед.
3. Досягнення одночасного оргазму партнерів.
4. Для тренування чоловічих м'язів.